# Cerniévillers
Cerniévillers (toponimo francese) è una frazione del comune svizzero di Les Enfers, nel Canton Giura (distretto delle Franches-Montagnes).

## Storia
Già comune autonomo, nel 1817 è stato accorpato a Les Enfers.